# Habitation-Sucrerie Poyen
L'Habitation-Sucrerie Poyen est une ancienne plantation sucrière coloniale fondée à la fin du XVIIIe siècle. 
Exploitation majeure de Petit-Canal, elle disparait au milieu du XXe siècle. La zone qu'elle occupait constitue de nos jours la Réserve biologique dirigée du Nord Grande-Terre. 

## Histoire
La propriété existe sur le plan terrier de 1732. Le domaine figure sur la carte des Ingénieurs du Roi dès 1768. L'Habitation Poyen est formée en 1784 par le regroupement par les frères Pierre-Jean-Robert et François-Hubert Poyen de trois habitations. Elle occupe alors une zone de 290 ha délimitée par la ravine Gaschet au nord et le débarcadère de Beautiran, s'étendant sur 3 km vers l'est. Elle développe d'importantes infrastructures, un nombreux bétail et compte plus de 200 esclaves. Au XIXe siècle, elle devient l'Habitation Le Mesle et demeure après l'abolition de l'esclavage en 1848 un centre sucrier majeur. Il fournit alors les usines de Rancougne (1880-1901) puis de Beauport (1901-1990). 
Abandonnée, ses vestiges sont incorporés dans la Réserve biologique dirigée du Nord Grande-Terre. Du moulin à bêtes ne demeure qu'un muret haut de 70 cm disposé en cercle comportant trois entrées. La citerne est quant-à-elle en parfait état.
Le train touristique de Beauport offre une gare sur le site de Poyen et une randonnée balisée y a été tracée.

## Galerie

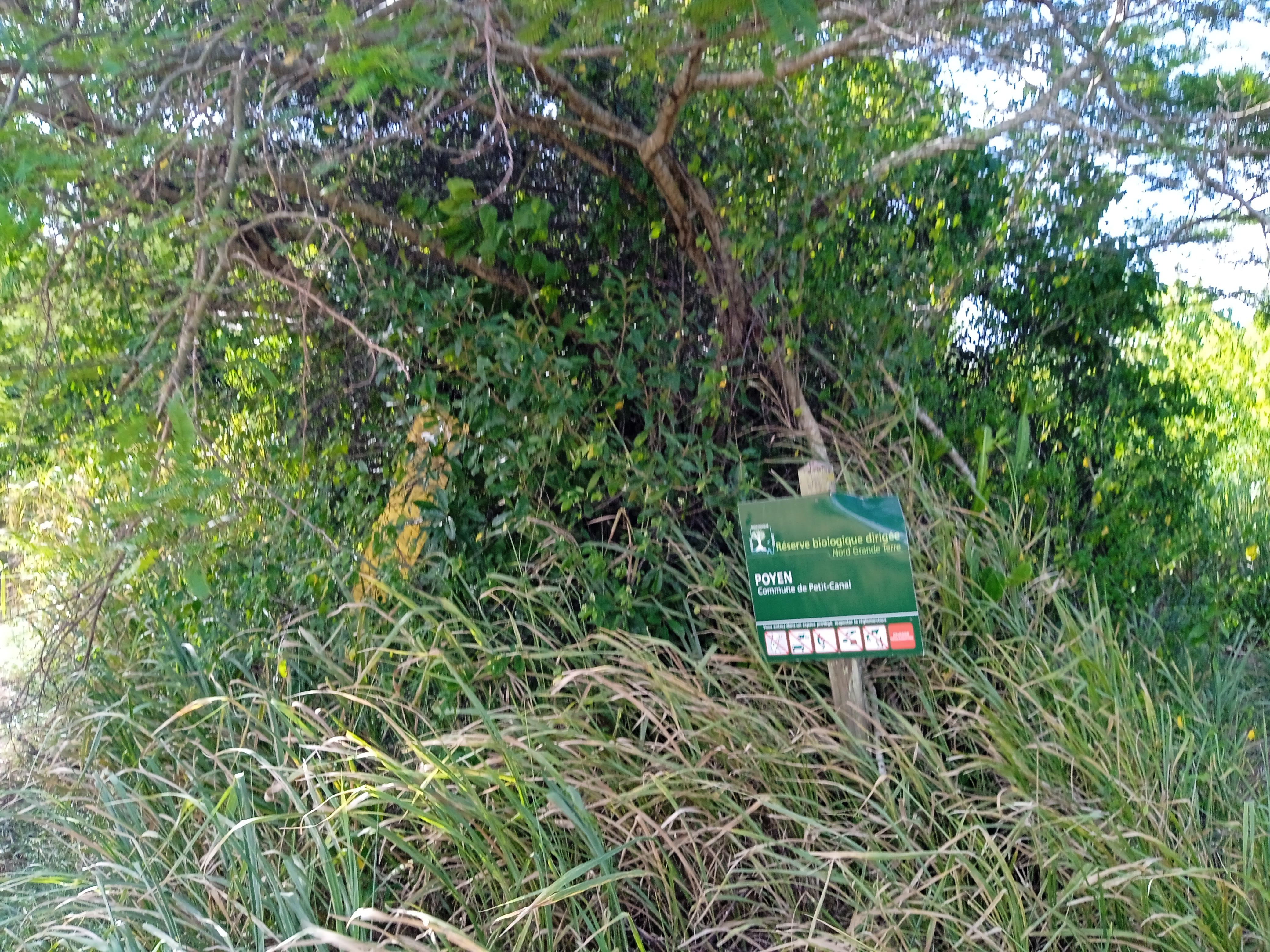
Réserve biologique dirigée du Nord Grande-Terre.
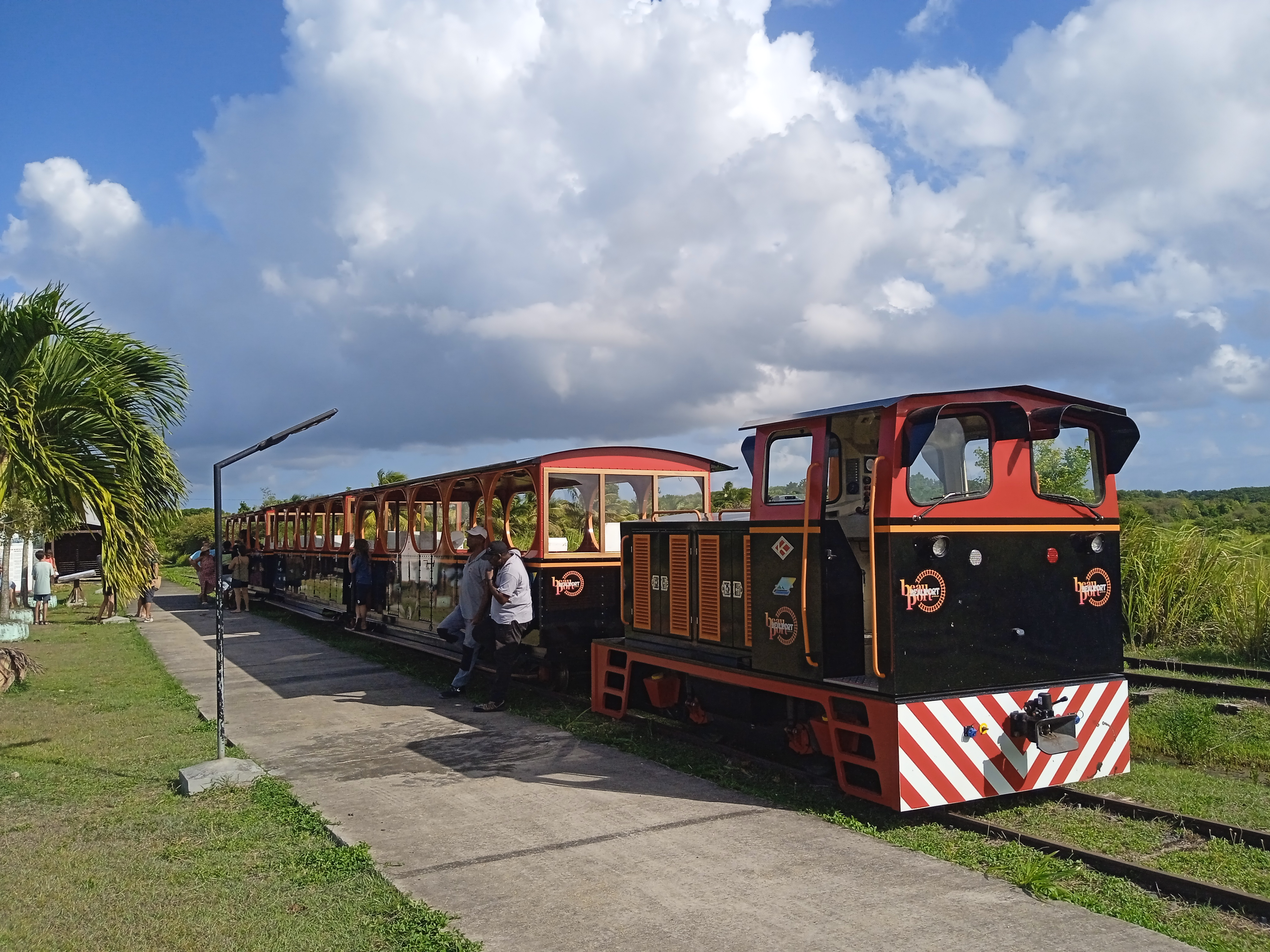
Train touristique de l'usine de Beauport en gare de Poyen.
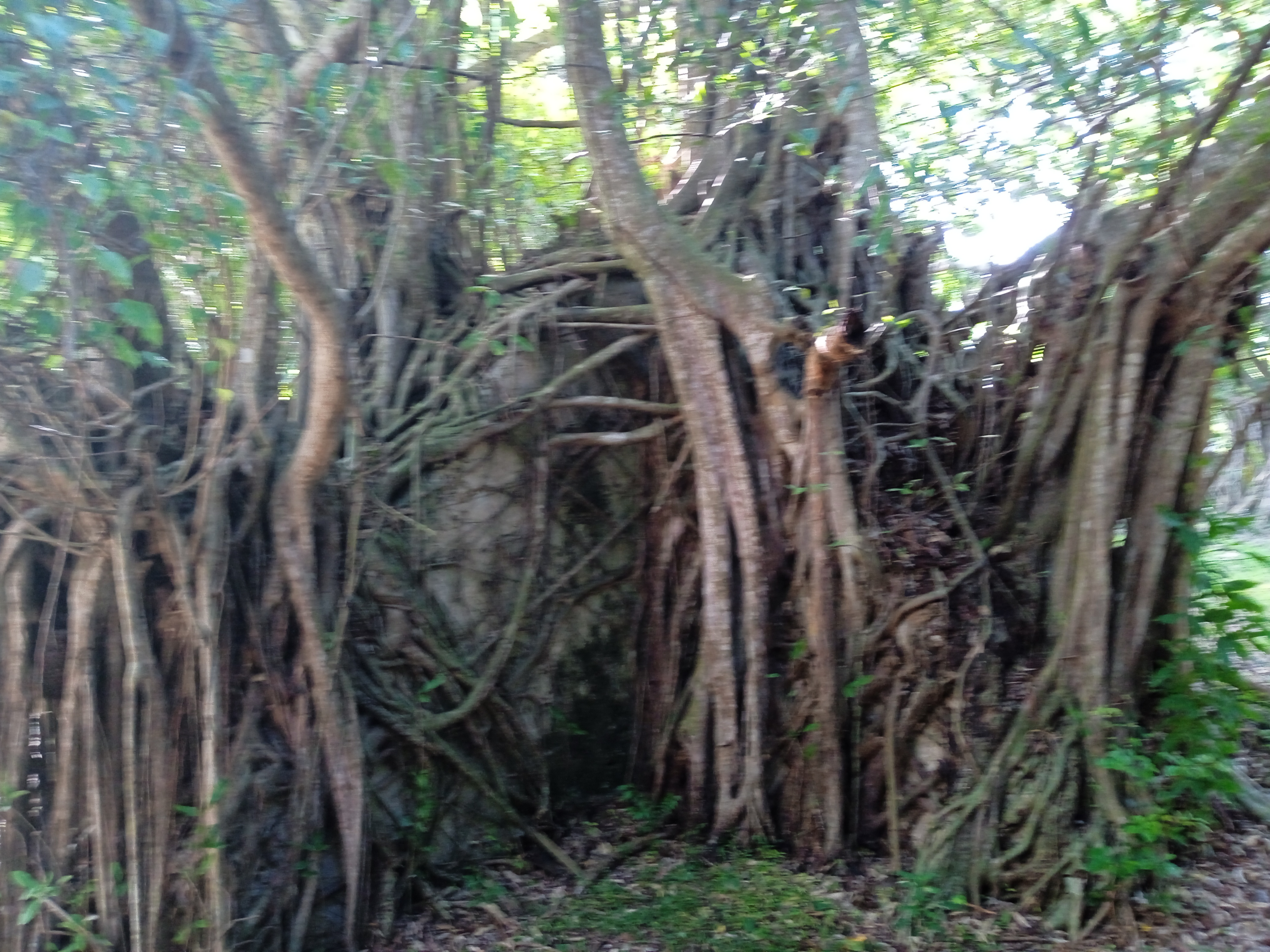
Ruines de l'exploitation à Poyen recouvertes par la végétation.
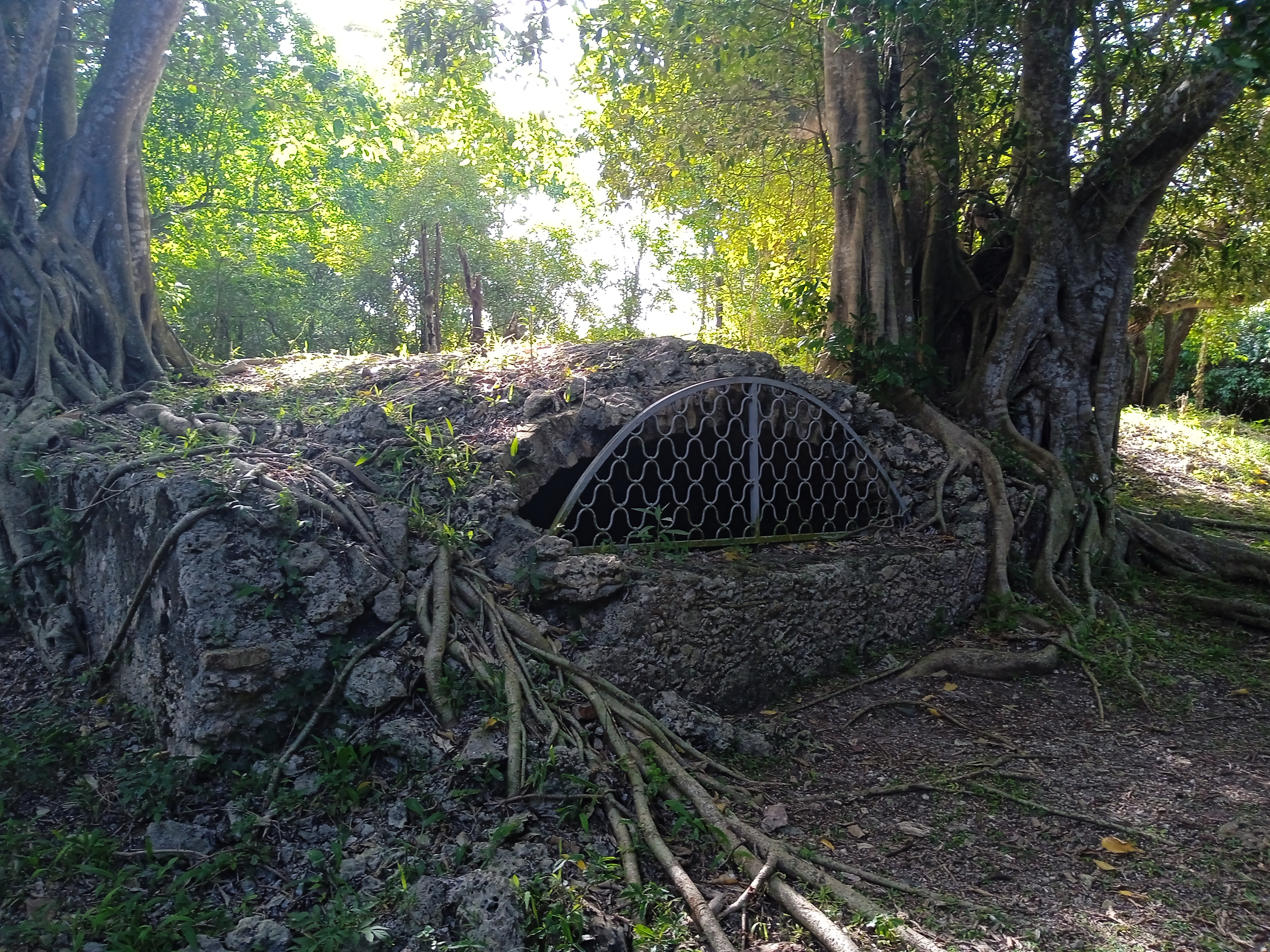
La citerne.
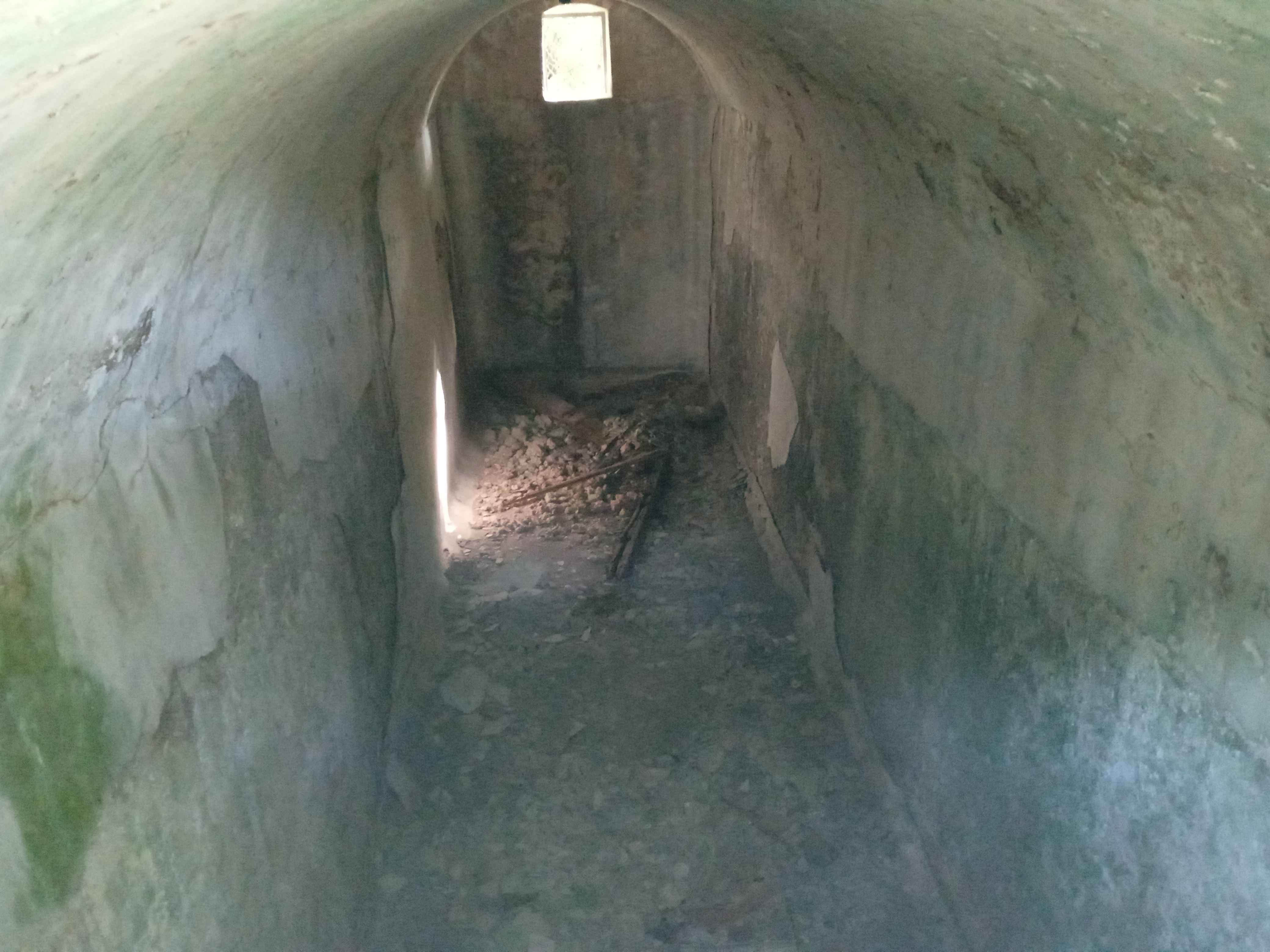
Intérieur de la citerne.